# Marsac (Hautes-Pyrénées)
Marsac (okzitanisch Marçac) ist ein südfranzösischer Ort und eine Gemeinde mit 230 Einwohnern (Stand 1. Januar 2022) im Zentrum des Départements Hautes-Pyrénées in der Region Okzitanien.

## Lage und Klima
Die Gemeinde Marsac liegt am Fluss Adour im Pyrenäenvorland in einer Höhe von ungefähr 245 m. Die Stadt Tarbes befindet sich nur knapp 13 km südlich. Das Klima ist gemäßigt bis warm; Regen (ca. 825 mm/Jahr) fällt übers Jahr verteilt.

## Bevölkerungsentwicklung
| Jahr                      | 1800 | 1851 | 1901 | 1954 | 1999 | 2018 |
| ------------------------- | ---- | ---- | ---- | ---- | ---- | ---- |
| Einwohner                 | 192  | 312  | 212  | 187  | 195  | 225  |
| Quellen:Cassini und INSEE |      |      |      |      |      |      |

Wegen der durch die Reblauskrise im Weinbau und die zunehmende Mechanisierung der Landwirtschaft ausgelösten Landflucht ging die Einwohnerzahl der Gemeinde seit Beginn des 20. Jahrhunderts kontinuierlich zurück. Der leichte Bevölkerungsanstieg seit den 1990er Jahren hängt mit der relativen Nähe zu Großraum Tarbes zusammen.

## Wirtschaft
Die Gemeinde ist nahezu ausschließlich landwirtschaftlich orientiert.

## Geschichte
Der Ortsname Marzag wurde im 12. Jahrhundert erstmals erwähnt. Seit dem Mittelalter und bis zum Beginn der Französischen Revolution gehörte die Gemeinde zur historischen Provinz Bigorre.

## Sehenswürdigkeiten
Die vom örtlichen Friedhof umgebene und im ausgehenden 19. Jahrhundert an der Stelle eines mittelalterlichen Vorgängerbaus erbaute Église Saint-André ist dem Apostel Andreas geweiht. Der Glockenturm (clocher) schließt mit einem Spitzhelm nach oben ab. Das Innere der Kirche bewahrt noch Teile der barocken Ausstattung des Vorgängerbaus.

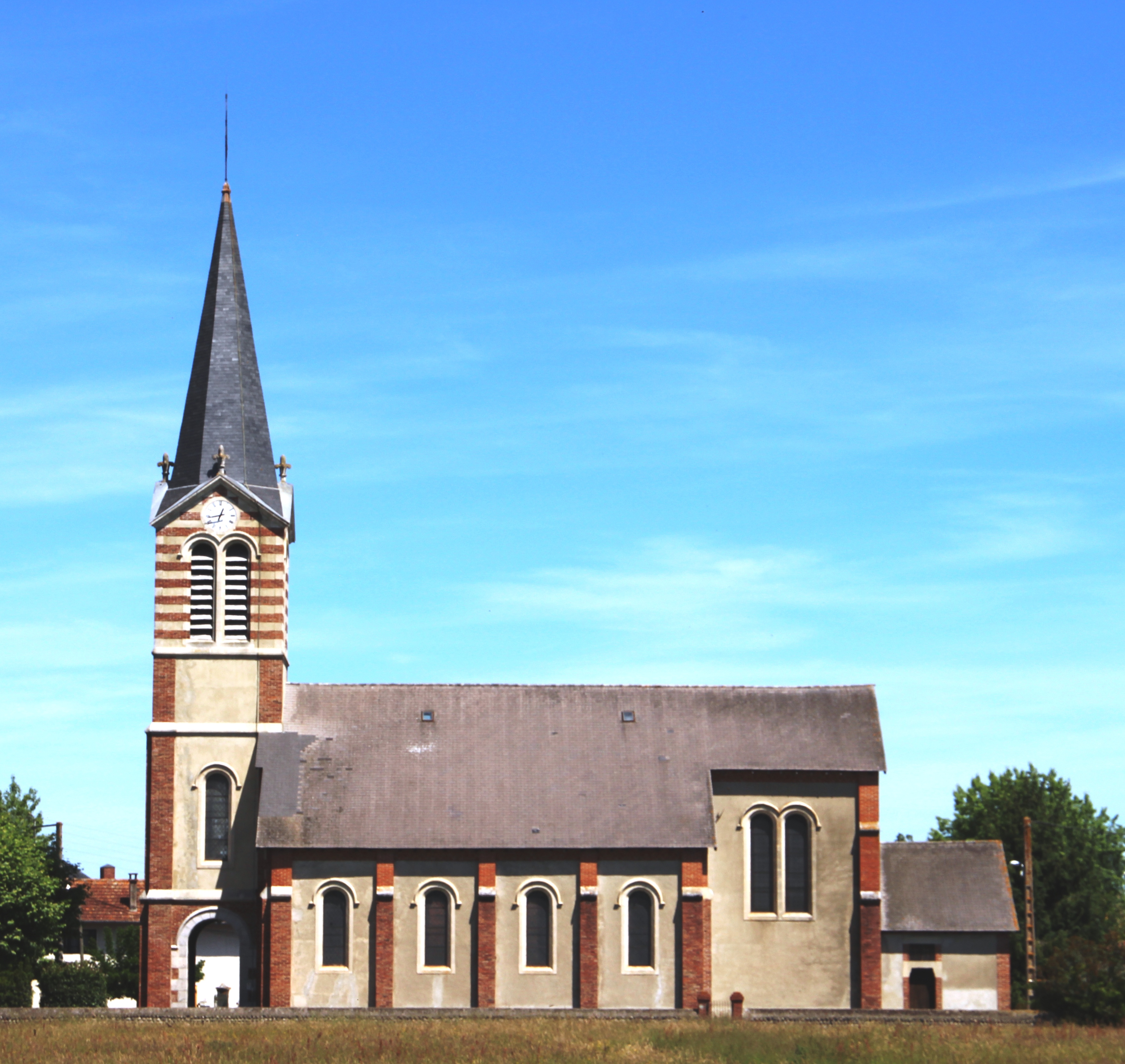
Kirche Saint-André